# Simen Hegstad Krüger
Simen Hegstad Krüger (n. 13 martie 1993, Hønefoss⁠(d), Buskerud, Norvegia) este un schior de fond ce a reprezentat Norvegia, medaliat olimpic. A participat la o ediție a Jocurilor Olimpice (2018) în care a câștigat două medalii de aur și o medalie de argint.